# Швинбахер, Патрик
Патрик Швинбахер (нем. Patrick Schwienbacher, 2 ноября 1982, Мерано, Трентино — Альто-Адидже) — итальянский саночник, выступающий за сборную Италии с 2002 года, многократный призёр национального первенства.

## Биография
Патрик Швинбахер родился 2 ноября 1982 года в городе Мерано, регион Трентино — Альто-Адидже. Активно заниматься санным спортом начал в возрасте пятнадцати лет, в 2002 году прошёл отбор в национальную сборную и стал принимать участие в различных международных стартах, в частности, на Кубке мира занял двадцать пятое место общего зачёта, в следующем году был двадцать восьмым. На чемпионате Европы 2004 года в немецком Оберхофе пришёл к финишу девятнадцатым. В следующем году после окончания всех этапов расположился в мировом рейтинге сильнейших саночников на восемнадцатой позиции, тогда как на чемпионате мира в американском Парк-Сити был шестнадцатым. 
Два последующих года занимал в общем зачёте Кубка мира восемнадцатое и двадцать первое места, на домашнем чемпионате Европы в Чезане финишировал девятнадцатым, на мировом первенстве в Оберхофе показал восемнадцатое время. Впоследствии решил перейти из одноместных саней в двухместные и стал выступать вместе с Хансом Петером Фишналлером, однако на чемпионате мира 2009 года в американском Лейк-Плэсиде они с партнёром не смогли приехать к финишу из-за ошибки на трассе, в связи с чем пришлось отказаться от дальнейших выступлений. Тем не менее, они остались в основном составе сборной и на кубковых этапах проехали вполне неплохо, расположившись на четырнадцатой строке общего зачёта.
Через год были на Кубке мира двенадцатыми, а на европейском первенстве в латвийской Сигулде закрыли десятку сильнейших. На чемпионате мира 2011 года в Чезане, будучи хорошо знакомыми с местной трассой, боролись призовые места и, немного не дотянув до подиума, оказались на четвёртой позиции, которая пока является их лучшим достижением на мировых первенствах. На Кубке мира показали тот же результат, шестое итоговое место. В 2012 году на чемпионате мира в немецком Альтенберге Патрик Швинбахер вместе с Фишналлером пришли к финишу восьмыми.